# 루마니아 공주 엘레나
루마니아 공주 엘레나(Princess Elena of Romania, 1950년 11월 15일 ~ )는 미하이 1세와 루마니아의 안의 둘째 딸이다. 
엘레나는 그녀의 언니 마르가레타의 후계자 추정 인물로서 루마니아의 전 왕위 계승 서열 1위이자 루마니아 하원의 수장이다.